# Camponotus excavatus
Camponotus excavatus är en myrart som beskrevs av Horace Donisthorpe 1948. Camponotus excavatus ingår i släktet hästmyror, och familjen myror. Inga underarter finns listade.

## Bildgalleri

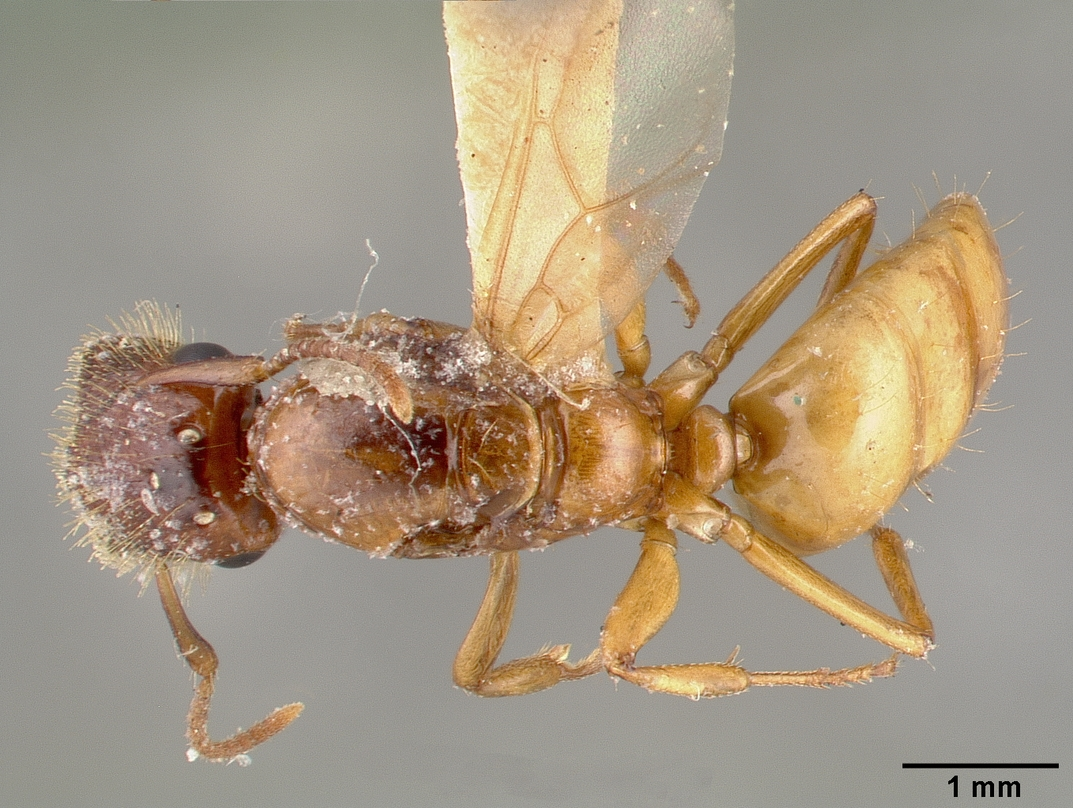
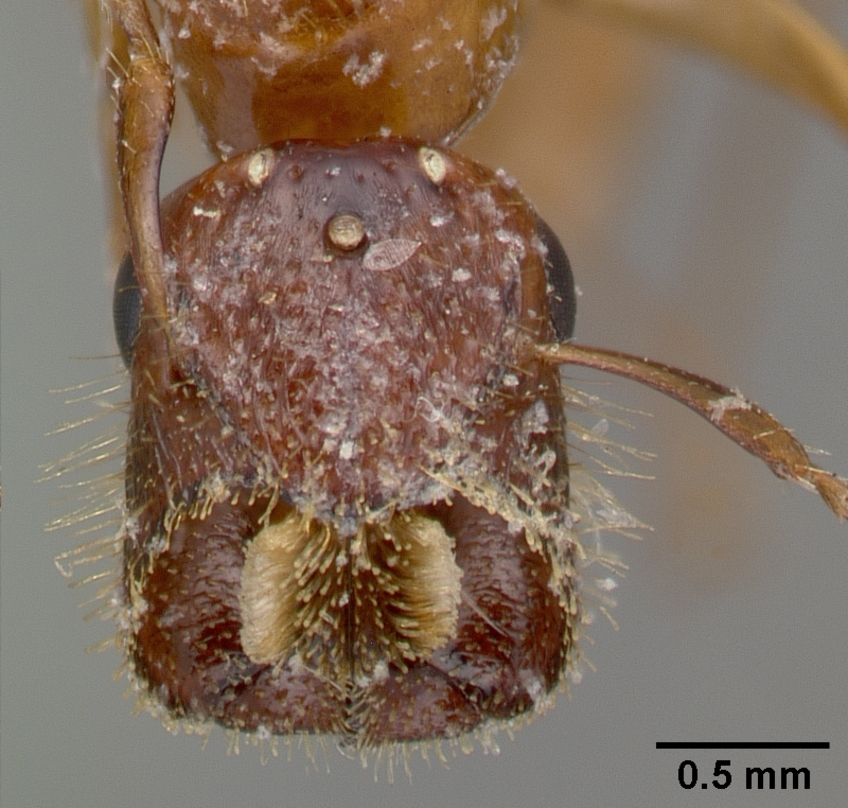
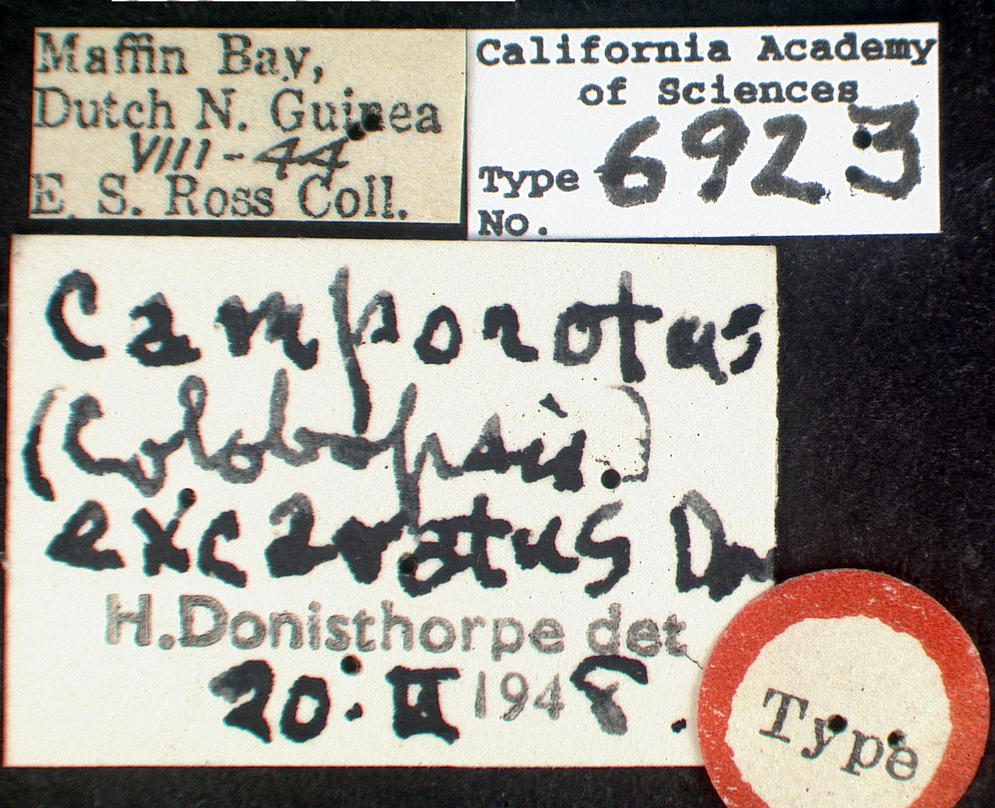
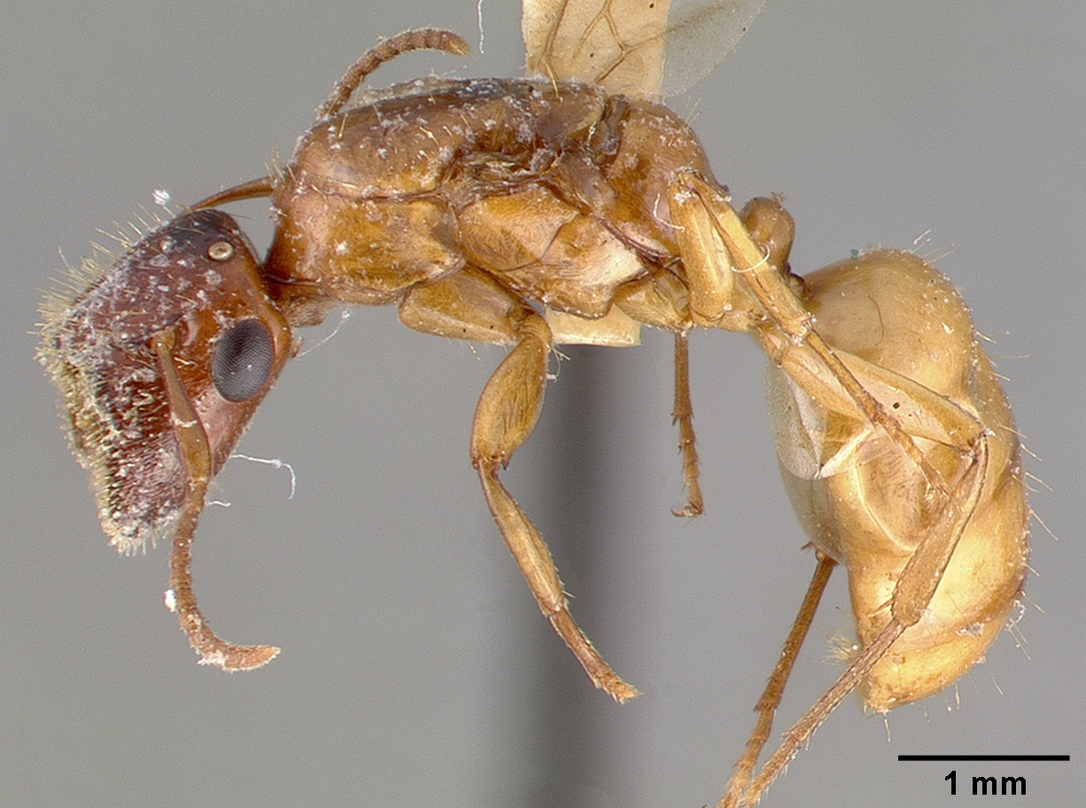